# Notación espectroscópica

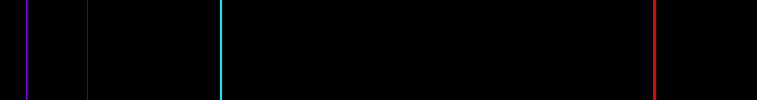
Líneas de Balmer visibles del hidrógeno en su estado neutro, denotado «H I» en notación espectroscópica. En los átomos hidrogenoides se superponen las líneas de los diferentes orbitales s, p, d, f, etc. El término espectroscópico del hidrógeno es «^{2}S_{1/2}».

En espectroscopia, la notación espectroscópica ofrece una forma de especificar los estados de ionización atómicos, así como los orbitales atómicos y moleculares. En mecánica cuántica, el código derivado de esta notación que resume la información de los números cuánticos de momento angular cuando hay un acoplamiento espín-órbita moderado es el término espectroscópico.

## Estados de ionización
En espectroscopia, habitualmente se refiere al espectro que surge de un estado de ionización de un elemento químico acompañando el símbolo del elemento por un numeral romano. El numeral I se usa para líneas espectrales asociadas al elemento neutro, el II para el primer estado de ionización, III para el segundo, etc. Por ejemplo, 'He I' denota las líneas espectrales del helio neutro, y 'C IV' denota las del tercer estado de ionización del carbono, C+3.

## Orbitales atómicos y moleculares
Antes de que se entendieran adecuadamente los orbitales atómicos, los estudios espectroscópicos descubrieron series de líneas espectrales en los espectros atómicos, que distinguieron por letras. Más tarde se asociaron estas letras al número cuántico azimutal, l. Las letras «s», «p», «d» y «f» se eligieron por ser las iniciales en inglés de fino, principal, difuso y fundamental (sharp, principal, diffuse y fundamental), y se continuó asignando letras en orden alfabético, omitiendo la «j»:
| letra | nombre      | l   |
| ----- | ----------- | --- |
| s     | sharp       | 0   |
| p     | principal   | 1   |
| d     | diffuse     | 2   |
| f     | fundamental | 3   |
| g     |             | 4   |
| h     |             | 5   |
| i     |             | 6   |
| k     |             | 7   |
| l     |             | 8   |
| ...   |             | ... |
Esta notación se usa para especificar configuraciones electrónicas y para crear el término espectroscópico para los estados electrónicos en un átomo polielectrónico. Cuando se escribe el término espectroscópico, el esquema para el número cuántico azimutal de un solo electrón se aplica al momento angular total.

### Notación espectroscópica molecular
La notación espectroscópica de moléculas usa letras del alfabeto griego para representar el módulo del momento orbital angular a lo largo del eje internuclear.
El número cuántico que representa este momento es Λ.
Λ=0,1,2,3,...
Símbolos: Σ,Π,Δ,Φ
Para estados Σ, se denota si hay reflexión a través de un plano que contenga a los núcleos, usando un superíndice +; se usa un - si no la hay. 
Para moléculas diatómicas homonucleares, los índices g y u indican la existencia de un centro de inversión, e indican la paridad de la función de ondas total. Los estados pares con respecto a la inversión se denotan como g (del alemán gerade), los impares se denotan u (del alemán ungerade).

## Término espectroscópico
Cuando en un átomo o ion hay un acoplamiento espín-órbita tal que es aplicable el esquema de Russell-Saunders -esto es, S, L y J siguen siendo buenos números cuánticos- resulta útil usar una forma compacta para describir los estados, que incluye la información sobre estos tres números cuánticos. Es muy común el uso, en estos casos, de los llamados términos espectroscópicos, de esta forma
{\displaystyle {}^{2S+1}\!L_{J}}
donde
- S es el número cuántico de espín. 2S+1 es la multiplicidad de espín: el número máximo de estados de diferente MS,
- J es el número cuántico de momento angular total, en general para el estado fundamental será |S+L| o |S-L| y
- L es el número cuántico azimutal, en notación espectroscópica.

Por ejemplo, el lantánido Tb+3 en su estado fundamental se describe como 7F6, puesto que tiene S = 3 (luego 2S+1=7), L=3 y J=L+S=6. En el extremo de la simplicidad, un catión alcalino como Na+ -o cualquier otro átomo o ion sin electrones desapareados- se describiría como 1S0.